# رودي لورش
رودي لورش (بالألمانية: Rudi Lorch)‏ هو لاعب كرة قدم ألماني في مركزي الوسط والهجوم، ولد في 20 يناير 1966. لعب مع نادي آلن ونادي شتوتغارت.

## وصلات خارجية
- رودي لورش على موقع قاعدة بيانات كرة القدم.إي يو (الإنجليزية)
- رودي لورش على موقع بيانات كرة القدم. دي إي (الألمانية)